# 南津镇
南津镇，是中华人民共和国四川省资阳市雁江区下辖的一个乡镇级行政单位。2019年12月，撤销忠义镇，将原忠义镇云台村、元坝村、平岗村、松林村、高坝村11至15组所属行政区域划归南津镇管辖。

## 行政区划
南津镇下辖以下地区：
南津驿社区、竹林村、刘家村、罗成村、新店村、斜石板村、擦耳岩村、振书村、冻青铺村、老鸦山村、谷湾村、新添铺村、观音堂村、铁炉沟村、湖广村、迎桥村、水竹林村、先胜村、烂庙子村、观音岩村和槽土村。